# Leonardo Finkler
Leonardo Henrique Finkler, né le 26 juin 1999 à Santa Cruz do Sul, est un coureur cycliste brésilien. Son frère Fernando est également cycliste.

## Biographie
En 2014, Leonardo Finkler est sacré champion du Brésil du contre-la-montre chez les cadets (moins de 17 ans). Deux ans plus tard, il confirme en devenant double champion du Brésil (course en ligne et contre-la-montre) chez les juniors (moins de 19 ans). Au printemps, il signe chez un club espagnol et remporte une course par étapes du calendrier national juniors en Andalousie.
En 2017, il devient champion panaméricain sur route juniors à Guadalajara et remporte l'épreuve inaugurale de la Coupe d'Espagne juniors. Après ces bonnes performances, il effectue un stage au Centre mondial du cyclisme, basé à Aigle. Sélectionné pour les mondiaux juniors de Bergen, il se classe 24e et meilleur coureur brésilien de la course en ligne.
Pour la saison 2018, il signe chez Cortizo-Anova, club espagnol basé en Galice. À un mois de ses 19 ans, il est sélectionné en équipe du Brésil pour disputer les Jeux centraméricains. À Cochabamba, il se classe onzième du contre-la-montre puis abandonne sur la course en ligne. En août, il s’impose sur la Prova São Salvador, l'une des plus anciennes courses du calendrier brésilien.

## Palmarès et résultats

### Palmarès par année
- 2014
  -  Champion du Brésil du contre-la-montre cadets
  - 2e du championnat du Brésil du contre-la-montre cadets
- 2015
  -  Champion du Brésil du contre-la-montre cadets
  - 3e du championnat du Brésil du contre-la-montre cadets
- 2016
  -  Champion du Brésil sur route juniors
  -  Champion du Brésil du contre-la-montre juniors
- 2017
  -  Champion panaméricain sur route juniors
- 2018
  - Prova São Salvador
  - 2e du championnat du Brésil du contre-la-montre espoirs
  - 2e du championnat du Brésil sur route espoirs

### Classements mondiaux
| Année            | 2018 |
| ---------------- | ---- |
| UCI America Tour | 187e |